# Кукавка віялохвоста
Ку́кавка віялохвоста (Cacomantis flabelliformis) — вид зозулеподібних птахів родини зозулевих (Cuculidae). Мешкає в Австралії і Океанії.

## Опис

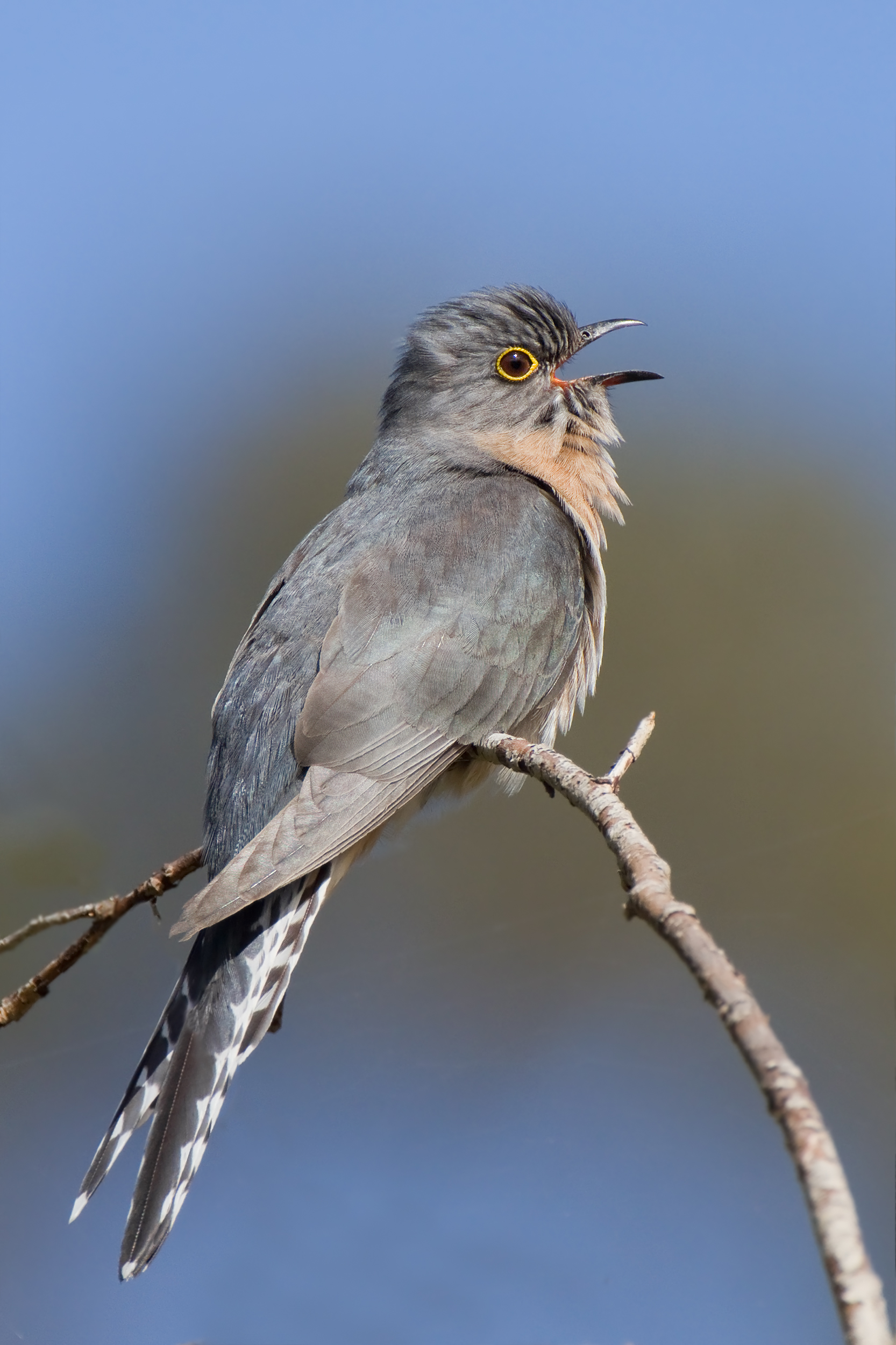
Віялохвоста кукавка

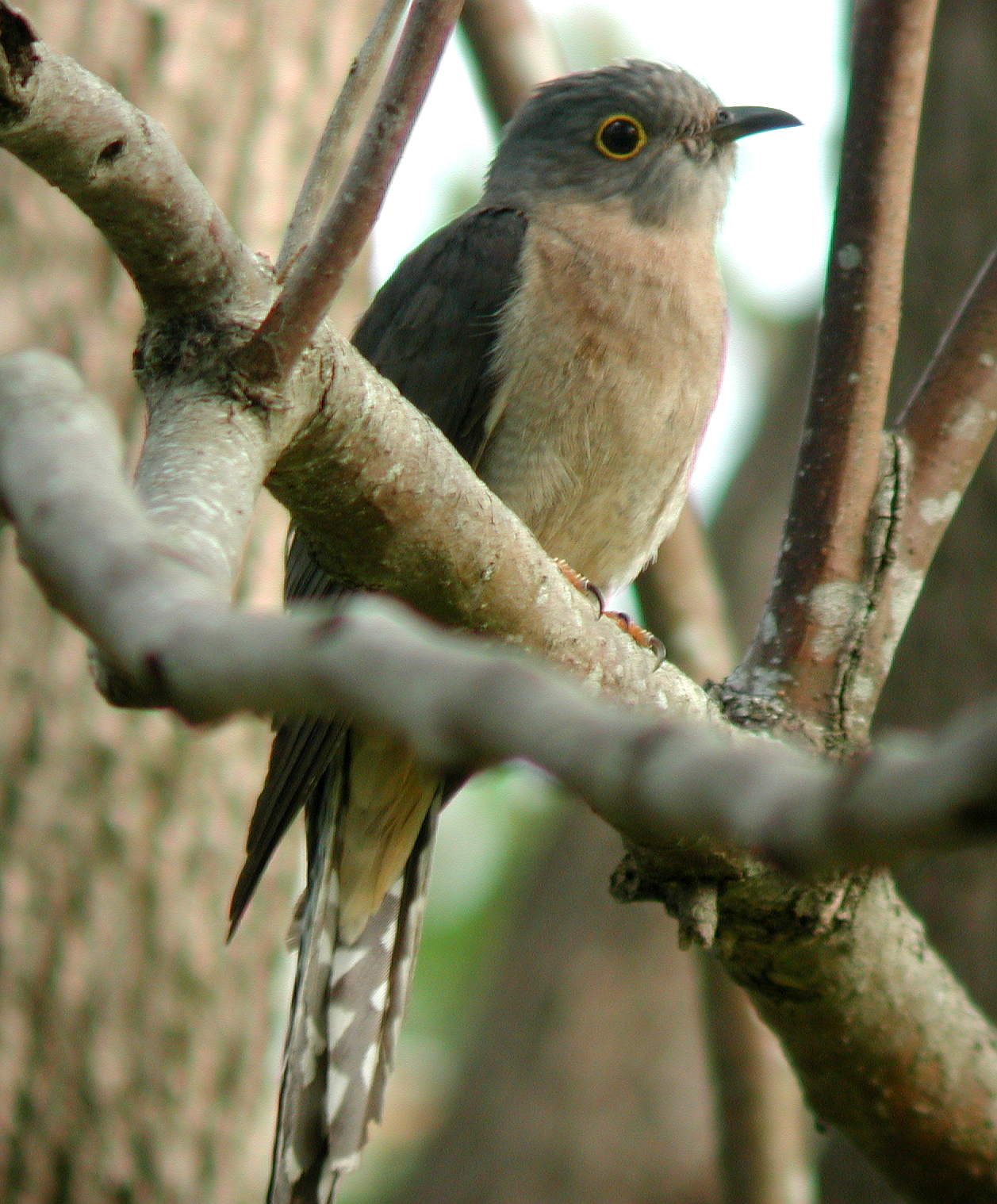
Віялохвоста кукавка

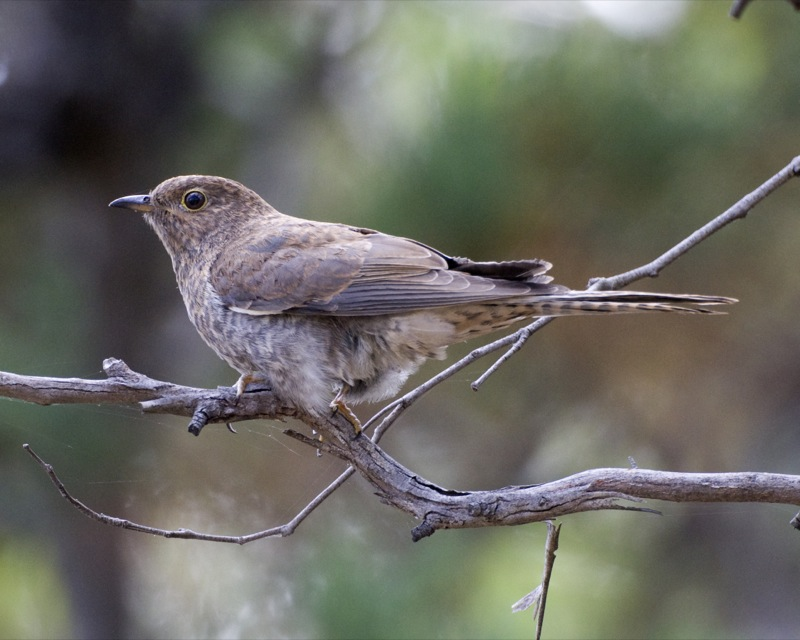
Віялохвоста кукавка (Національний парк Гремпіанс, Австралія)

Довжина птаха становить 24-28 см, вага 49 г. Довжина крила у самців становить 14,4 см, у самиць 14 см, довжина хвоста у самців 14 см, у самиць 13,5 см, довжина дзьоба 21 мм.
Голова і шия попелясто-сірі, решта верхньої частини тіла і крила сизі. Підборіддя і верхня частина горла попелясто-сірі. Груди і живіт тьмяно-сірувато-охристі або рудувато-коричневі, їх яскравість варіюється в залежності від підвиду. У самиць нижня частина тіла світліша, боки поцятковані сірими плямками. Хвіст смугастий, стернові пера поцятковані темно-сірими і білуватими поперечними смугами. Райдужки темно-карі, навколо очей жовті кільця, дзьоб чорнуватий, лапи оливково-жовті.
У молодих птахів верхня частина темно-коричнева, поцяткована рудувато-коричневими плямами або смужками. Хвіст зверху темно-коричневий, з боків поцяткований світло-рудувато-коричневими плямами. Голова і шия темно-коричневі, легко поцятковані рудувато-коричневими плямками. Підборіддя і горло білувата, шия з боків світло-рудувато-коричнева, нижня частина тіла білувата або кремова, сильно поцяткована сірувато-коричневими плямками. Нижні покривні пера хвоста блідо-рудувато-коричневі, поцятковані широкими поперечними смугами. Очі сірувато-карі або чорнувато-карі, навколо очей блідо-жовті кільця з зеленуватим або сірим відтінком. Дзьоб світло-коричневий, зверху темно-коричневий, біля основи рудувато-коричневий. Лапи блідо-жовті або оранжево-жовті.

## Підвиди
Виділяють шість підвидів:
- C. f. excitus Rothschild & Hartert, EJO, 1907 — гори Нової Гвінеї;
- C. f. flabelliformis (Latham, 1801) — південний захід Західної Австралії, від Південної Австралії до східного Квінсленда, Тасманія;
- C. f. pyrrophanus (Vieillot, 1817) — Нова Каледонія і острови Луайоте;
- C. f. meeki Rothschild & Hartert, EJO, 1902 — центральні Соломонові острови;
- C. f. schistaceigularis Sharpe, 1900 — Вануату;
- C. f. simus (Peale, 1849) — захід і центр Фіджі.

## Поширення і екологія
Віялохвості кукавки мешкають в Австралії, Індонезії, Папуа Новій Гвінеї, Вануату, на Соломонових Островах, Фіджі і Новій Каледонії. Вони живуть у вологих тропічних і субтропічних лісах, в мангрових лісах, парках і садах, на Тасманії в помірних лісах. Ведуть переважно осілий спосіб життя, однак тасманійські популяції під час негніздового періоду, з березня по вересень, мігрують до материкової Австралії. На Новій Гвінеї зустрічаються на висоті від 1500 до 3000 м над рівнем моря.
Віялохвості кукавки живляться комахами та їх личинками, а також плодами, ягодами, дрібними плазунами, ссавцями і пташенятами. Як і багато інших зозуль, вони практикують гніздовий паразитизм. Віялохвості кукавки відкладають свої рожевувато-лілові, поцятковані червоними і коричневими плямками яйця в гнізда інших птахів, зокрема малюрів і шиподзьобів. Вони віддають перевагу куполоподібним гніздам. В Австралії відкладання яєць відбувається з липня по січень, на Тасманії з вересня по січень. 